# Star Wars: Visions
Star Wars: Visions (スター・ウォーズ：ビジョンズ Sutā Wōzu: Bijonzu?) es una serie de antología animada creada para el servicio de streaming estadounidense Disney+. Producida por Lucasfilm Animation, la serie consta de varias historias originales ambientadas o inspiradas en el universo de Star Wars.
El primer volumen de cortos se realizó bajo la imagen de anime japonesa y consta de nueve cortometrajes producidos por siete estudios de animación japoneses, Kamikaze Dōga, Twin Engine, Trigger, Geno Studio, Kinema Citrus, Production I.G y Science SARU, cada uno de los cuales cuenta sus propias historias originales basadas en el universo de Star Wars. Fue lanzada el 22 de septiembre de 2021.
Un segundo volumen con cortos de los estudios de animación El Guiri (España), Cartoon Saloon (Irlanda), Punkrobot (Chile), Aardman (Reino Unido), Studio Mir (Corea del Sur), Studio La Cachette (Francia), 88 Pictures (India), D'art Shtajio (Japón) junto con Lucasfilm (Estados Unidos) y Triggerfish (Sudáfrica) se estrenaron el 4 de mayo de 2023.
El tercer volumen con cortos se estrena el 29 de octubre de 2025.

## Sinopsis
Star Wars: Visions es una colección de cortometrajes animados presentados «a través de la lente de los mejores creadores de anime del mundo» que ofrecen «una perspectiva cultural fresca y diversa de Star Wars». Creadas fuera de las restricciones del canon tradicional de la franquicia, las películas brindan libertad creativa a cada director y estudio de producción, mientras mantienen la fidelidad a los temas y la identidad emocional de la saga.

## Episodios
| Volumen | Volumen | Episodios | Episodios | Emisión original         | Emisión original         |
| ------- | ------- | --------- | --------- | ------------------------ | ------------------------ |
|         | 1       | 9         | 9         | 22 de septiembre de 2021 | 22 de septiembre de 2021 |
|         | 2       | 9         | 9         | 4 de mayo de 2023        | 4 de mayo de 2023        |

### Volumen 1 (2021)
| N° | Título                                                                      | Dirigido por     | Escrito por                     | Animado por     | Compositor musical             | Estreno                  |
| -- | --------------------------------------------------------------------------- | ---------------- | ------------------------------- | --------------- | ------------------------------ | ------------------------ |
| 1  | «The Duel» «Dyueru (デュエル?)»                                             | Takanobu Mizuno  | Takashi Okazaki                 | Kamikaze Dōga   | Keiji Inai                     | 22 de septiembre de 2021 |
| 2  | «Tatooine Rhapsody» «Tatuīn Rapusodi (タトゥイーン・ラプソディ?)»           | Taku Kimura      | Yasumi Atarashi                 | Studio Colorido | Yoshiaki Dewa                  | 22 de septiembre de 2021 |
| 3  | «The Twins» «Tsuinzu (ツインズ?)»                                           | Hiroyuki Imaishi | Hiromi Wakabayashi              | Studio Trigger  | Michiru Ōshima                 | 22 de septiembre de 2021 |
| 4  | «The Village Bride» «Mura no Hanayome (村の花嫁?)»                          | Hitoshi Haga     | Takahito Oonishi y Hitoshi Haga | Kinema Citrus   | Kevin Penkin                   | 22 de septiembre de 2021 |
| 5  | «The Ninth Jedi» «Kyūninme no Jedai (九人目のジェダイ?)»                    | Kenji Kamiyama   | Kenji Kamiyama                  | Production I.G  | Nobuko Toda y Kazuma Jinnouchi | 22 de septiembre de 2021 |
| 6  | «T0-B1»                                                                     | Abel Góngora     | Yuichiro Kido                   | Science SARU    | A-Bee 7 Keiichiro Shibuya      | 22 de septiembre de 2021 |
| 7  | «The Elder» «Erudā (エルダー?)»                                             | Masahiko Otsuka  | Masahiko Otsuka                 | Studio Trigger  | Michiru Ōshima                 | 22 de septiembre de 2021 |
| 8  | «Lop and Ochō» «Norausa Roppu to Hizakura Ochō (のらうさロップと緋桜お蝶?)» | Yuki Igarashi    | Sayawaka                        | Geno Studio     | Yoshiaki Dewa                  | 22 de septiembre de 2021 |
| 9  | «Akakiri (赤霧?)»                                                           | Eunyoung Choi    | Yuichiro Kido                   | Science SARU    | U-Zhaan                        | 22 de septiembre de 2021 |

### Volumen 2 (2023)
| N.º en serie | N.º en temp. | Título                     | Dirigido por                  | Escrito por                                                             | Animado por               | Fecha de emisión original |
| ------------ | ------------ | -------------------------- | ----------------------------- | ----------------------------------------------------------------------- | ------------------------- | ------------------------- |
| 10           | 1            | «Sith»                     | Rodrigo Blaas                 | Rodrigo Blaas                                                           | El Guiri                  | 4 de mayo de 2023         |
| 11           | 2            | «Screecher's Reach»        | Paul Young                    | Will Collins & Jason Tammemägi                                          | Cartoon Saloon            | 4 de mayo de 2023         |
| 12           | 3            | «In the Stars»             | Gabriel Osorio                | Gabriel Osorio                                                          | Punkrobot                 | 4 de mayo de 2023         |
| 13           | 4            | «I Am Your Mother»         | Magdalena Osinska             | Historia: Magdalena Osinsaka Guión: Holly Walsh & Barunka O'Shaughnessy | Aardman                   | 4 de mayo de 2023         |
| 14           | 5            | «Journey to the Dark Head» | Hyeong Geun Park              | Chung Se Rang                                                           | Studio Mir                | 4 de mayo de 2023         |
| 15           | 6            | «The Spy Dancer»           | Julien Chheng                 | Julien Chheng                                                           | Studio La Cachette        | 4 de mayo de 2023         |
| 16           | 7            | «The Bandits of Golak»     | Ishan Shukla                  | Ishan Shukla                                                            | 88 Pictures               | 4 de mayo de 2023         |
| 17           | 8            | «The Pit»                  | LeAndre Thomas y Justin Ridge | LeAndre Thomas                                                          | D'Art Shtajio y Lucasfilm | 4 de mayo de 2023         |
| 18           | 9            | «Aau's Song»               | Nadia Darries y Daniel Clarke | Nadia Darries y Daniel Clarke                                           | Triggerfish               | 4 de mayo de 2023         |

## Producción

### Desarrollo
El desarrollo del proyecto Star Wars: Visions comenzó cuando James Waugh, vicepresidente de contenido de franquicias de Lucasfilm, le presentó la idea a Kathleen Kennedy a principios de 2020. Para facilitar la producción internacional, Lucasfilm colaboró con el productor independiente Justin Leach y su compañía Qubic. Pictures, que ayudó a facilitar las discusiones entre los ejecutivos de los EE. UU. y los estudios japoneses; esto se volvió particularmente importante durante la pandemia de COVID-19, cuando las reuniones de colaboración en persona planificadas tuvieron que cancelarse. La producción de los cortos tuvo lugar en Japón durante 2020 y 2021.
El 10 de diciembre de 2020 se anunció que Star Wars: Visions era una serie de antología de anime de diez cortometrajes de diferentes creadores ambientados en el universo de Star Wars. Fue mostrado por el productor Kanako Shirasaki y los productores ejecutivos en la Anime Expo Lite en julio de 2021. En el evento, se reveló que la cantidad de episodios había disminuido de diez a nueve, debido a que The Ninth Jedi originalmente comenzó a desarrollarse como dos películas, antes de combinarse más adelante para lograr algo a una escala mayor. Los estudios de animación que crearon los cortos para el primer volumen son Kamikaze Douga, Studio Colorido, Geno Studio, Trigger, Kinema Citrus, Production IG y Science SARU.
Se anunció una segunda temporada de Visions en Star Wars Celebration en mayo de 2022, para incluir cortos de estudios con sede en Japón, India, Reino Unido, Irlanda, España, Chile, Francia, Sudáfrica, Corea del Sur y Estados Unidos. Waugh describió el segundo volumen como "una celebración de la increíble animación que sucede en todo el mundo". Los estudios de animación para el segundo volumen son D'Art Shtaijo (junto con Lucasfilm), El Guiri, Cartoon Saloon, Punkrobot, Aardman, Studio Mir, Studio La Cachette, 88 Pictures y Triggerfish. El segundo volumen fue lanzado el 4 de mayo de 2023.

### Escritura
No se requería que las historias de Star Wars: Visions se adhirieran a la línea de tiempo establecida de Star Wars. La historia de The Duel se anunció específicamente como "una historia alternativa extraída de la tradición japonesa". Lop y Ochō se desarrolla durante el reinado del Imperio Galáctico entre La venganza de los Sith y Una nueva esperanza.  The Elder se establece "en algún momento antes" de The Phantom Menace , mientras que The Twins involucra "remanentes del Ejército Imperial" después de los eventos de The Rise of Skywalker. The Ninth Jedi explora "qué fue de los Caballeros Jedi" después de The Rise of Skywalker;  El director Kenji Kamiyama se centró particularmente en querer usar "los sonidos originales del sable de luz" que son conocidos por los niños de todo el mundo.  Para T0-B1, el director Abel Góngora buscó combinar elementos visuales y narrativos de la trilogía clásica con los del anime clásico al establecer paralelismos entre el anime y el manga de la década de 1960 y la tradición cinematográfica de finales de la década de 1970. En la planificación de su película Akakiri, la directora Eunyoung Choiseñaló que "crear imágenes que combinaran las lecciones de estilo de cuento de hadas de Star Wars con la tecnología avanzada que se encuentra en este universo... fue particularmente importante".

### Música
En julio de 2021, se reveló que Kevin Penkin iba a componer la partitura para The Village Bride, Michiru Ōshima para The Twins y The Elder. Nobuko Toda y Kazuma Jinnouchi para The Ninth Jedi. Yoshiaka Dewa compuso la música para Lop and Ocho y Tatooine Rhapsody; Keiji Inai en The Duel; A-bee, Keiichiro Shibuya, y U-zhaan compusieron las partituras de T0-B1 y Akakiri.

## Recepción

### Audiencia
Según la aplicación de seguimiento de audiencia TV Time de Whip Media, Star Wars: Visions fue la tercera serie de televisión nueva más esperada de septiembre de 2021.  Según Whip Media, Star Wars: Visions fue la quinta serie de televisión original más reproducida en el Estados Unidos, durante la semana del 26 de septiembre de 2021.

### Respuesta critica
El sitio web del agregador de reseñas Rotten Tomatoes informa un índice de aprobación del 96% con una calificación promedio de 8.20/10, según 50 reseñas de la primera temporada. El consenso crítico del sitio dice: "Magníficamente animada y tremendamente creativa, Visions es una colección ecléctica, pero totalmente agradable, de historias de Star Wars que insuflan nueva vida a la galaxia". Metacritic le dio a la serie una puntuación promedio ponderada de 79 sobre 100 basada en reseñas de 15 críticos, lo que indica "críticas generalmente favorables".
Además de sus reseñas tras su lanzamiento, Star Wars: Visions fue posteriormente nombrado uno de los mejores proyectos animados de 2021 por Paste Magazine, TheWrap, Polygon,  Collider, Gizmodo, Anime News Network, /Film, Comic Book Resources  y Rotten Tomatoes.  El proyecto fue anunciado como uno de los mejores títulos de Star Wars en una década o más, así como cuál debería ser el futuro de la franquicia de Star Wars.

### Marketing
En marzo de 2021, se anunció que Del Rey Books iba a publicar Ronin: A Visions Novel, una novela original escrita por Emma Mieko Candon que se basa en la historia de The Duel, con un lanzamiento programado para el 12 de octubre de 2021.